# Zweden op het Eurovisiesongfestival 2011

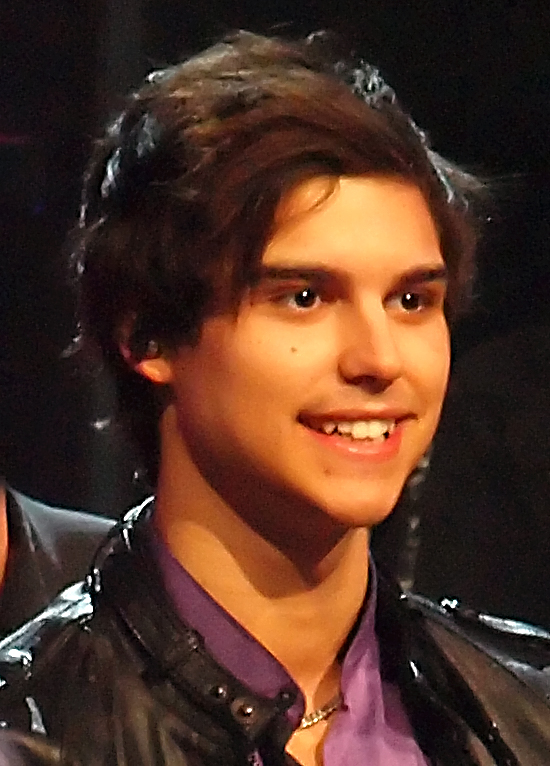
Eric Saade zorgde voor de beste Zweedse prestatie op het Eurovisiesongfestival sinds 1999.

Zweden nam deel aan het Eurovisiesongfestival 2011 in Düsseldorf, Duitsland. Het was de 51ste deelname van het land op het Eurovisiesongfestival. De selectie verliep via het jaarlijkse Melodifestivalen, waarvan de finale plaatsvond op 12 maart 2011. SVT was verantwoordelijk voor de Zweedse bijdrage voor de editie van 2011.

## Selectieprocedure
De Zweedse bijdrage voor het Eurovisiesongfestival 2011 werd gekozen via Melodifestivalen, dat aan zijn vijftigste editie toe was. Enkel de eerste Zweedse bijdrage voor het festival, in 1958 werd niet via de liedjeswedstrijd verkozen. Sveriges Television wijzigde het format licht in vergelijking met de vorige editie. Het grootste deel van de show bleef echter ongewijzigd. 32 nummers werden vertolkt in de vier halve finales. Het publiek kon per halve finale via televoting twee liedjes doorsturen naar de finale. De derde en vierde van de avond mochten verder naar de tweedekansronde. Daarin namen de acht kandidaten het tegen elkaar op in duels, tot er nog twee artiesten overbleven. Deze twee mochten ook door naar de finale. In de finale werden de vakjury's geïntroduceerd, die 50% van de stemmen bepaalden. De rest werd bepaald door het publiek.
De keuze van de 32 deelnemers voor Melodifestivalen verliep wel anders dan voorbijgaande jaren. In 2010 werden 27 liedjes gekozen door een jury. Vervolgens werden er nog vier andere gekozen door de Zweedse openbare omroep. Vervolgens werd nog één nummer gekozen via de internetselectie. Iedereen kon nummers op de website van Melodifestivalen uploaden, waarna men kon stemmen voor het beste nummer via sms. Voor Melodifestivalen 2011 werd dit systeem gewijzigd. Nu werden er slechts vijftien nummers door de jury gekozen. Vervolgens koos SVT vijftien nummers. Ook dit jaar was er een internetselectie, waar ditmaal twee nummers zich konden plaatsen voor de halve finale. De internetselectie begon op 11 oktober 2010 en eindigde op 8 november met een liveshow op SVT24, gehouden in de Golden Hits Nightclub in Stockholm.
Op 22 september 2010 maakte Sveriges Television bekend 3852 inzendingen te hebben ontvangen. 424 daarvan deden mee aan de internetselectie. Op 17 november raakte bekend dat Marie Serneholt en Rickard Olsson de halve finales, de tweedekansronde en de finale zouden presenteren. Elsa Billgren was te zien in de green room. Andere veranderingen waren onder meer dat er voor het eerst niet-Zweedse componisten een nummer konden insturen voor de competitie. Er moest wel minstens één Zweed betrokken zijn bij het schrijven van het nummer. Artiesten konden vanaf dit jaar ook live een instrument bespelen op het podium tijdens de shows.
In de finale op 12 maart 2011 was het een nek-aan-nekrace tussen Danny en Eric Saade. Na de puntenverdeling van de jury stond Saade met amper twee punten voorsprong aan de leiding. Het publiek koos echter ruimschoots voor Saades nummer Popular, waardoor hij Zweden mocht vertegenwoordigen op het zesenvijftigste Eurovisiesongfestival.

#### Schema
| Datum            | Stad      | Plaats                | Ronde               |
| ---------------- | --------- | --------------------- | ------------------- |
| 8 november 2010  | Stockholm | Golden Hits Nightclub | Internetselectie    |
| 5 februari 2011  | Luleå     | Coop Arena            | Eerste halve finale |
| 12 februari 2011 | Göteborg  | Scandinavium          | Tweede halve finale |
| 19 februari 2011 | Linköping | Cloetta Center        | Derde halve finale  |
| 26 februari 2011 | Malmö     | Malmö Arena           | Vierde halve finale |
| 5 maart 2011     | Sundsvall | Nordichallen          | Tweedekansronde     |
| 12 maart 2011    | Stockholm | Ericsson Globe        | Finale              |

## Melodifestivalen 2011

### Eerste halve finale
5 februari 2011
| Plaats | Artiest            | Lied                   |
| ------ | ------------------ | ---------------------- |
| 1      | Danny Saucedo      | In the club            |
| 2      | Swingfly           | Me and my drum         |
| 3      | Pernilla Andersson | Desperados             |
| 3      | Jenny Silver       | Something in your eyes |
| 5      | Le Kid             | Oh my God              |
| 6      | Rasmus Viberg      | Social butterfly       |
| 7      | Jonas Matsson      | On my own              |
| 8      | Dilba              | Try again              |

### Tweede halve finale
12 februari 2011
| Plaats | Artiest              | Lied                    |
| ------ | -------------------- | ----------------------- |
| 1      | Sanna Nielsen        | I'm in love             |
| 2      | Brolle               | 7 days and 7 nights     |
| 3      | The Moniker          | Oh my God!              |
| 3      | Loreen               | My heart is refusing me |
| 5      | Christian Walz       | Like suicide            |
| 6      | Anniela              | Eletrisk                |
| 7      | Babsan               | Ge mig en spanjor       |
| 8      | Elisabeth Andreassen | Vaken i en dröm         |

### Derde halve finale
19 februari 2011
| Plaats | Artiest          | Lied                     |
| ------ | ---------------- | ------------------------ |
| 1      | Eric Saade       | Popular                  |
| 2      | The Playtones    | The king                 |
| 3      | Sara Varga       | Spring för livet         |
| 3      | Shirley's Angels | I thought it was forever |
| 5      | Sebastian        | No one else could        |
| 6      | Linda Sundblad   | Lucky you                |
| 7      | Sara Lumholdt    | Enemy                    |
| 8      | Simon Forsberg   | Tid att andas            |

### Vierde halve finale
26 februari 2011
| Plaats | Artiest         | Lied                        |
| ------ | --------------- | --------------------------- |
| 1      | Linda Bengtzing | E de fel på mig             |
| 2      | Nicke Borg      | Leaving home                |
| 3      | Linda Pritchard | Alive                       |
| 3      | Love Generation | Dance alone                 |
| 5      | Lasse Stefanz   | En blick och nånting händer |
| 6      | Julia Alvgard   | Better or worse             |
| 7      | Melody Club     | The hunter                  |
| 8      | Anders Fernette | Run                         |

### Tweedekansronde
5 maart 2011
|  | Eerste ronde                                | Eerste ronde                    |                               |                | Tweede ronde | Tweede ronde |  |  | Gekwalificeerd | Gekwalificeerd |
|  |                                             |                                 |                               |                |              |              |  |  |                |                |
|  |                                             |                                 |                               |                |              |              |  |  |                |                |
|  |                                             |                                 |                               |                |              |              |  |  |                |                |
|  |                                             |                                 |                               |                |              |              |  |  |                |                |
|  | Jenny Silver - Something in your eyes       | out                             |                               |                |              |              |  |  |                |                |
|  | Jenny Silver - Something in your eyes       | out                             |                               |                |              |              |  |  |                |                |
|  | Love Generation - Dance alone               | in                              |                               |                |              |              |  |  |                |                |
|  | Love Generation - Dance alone               | in                              | Love Generation - Dance alone | out            |              |              |  |  |                |                |
|  |                                             |                                 | Love Generation - Dance alone | out            |              |              |  |  |                |                |
|  |                                             | Sara Varga - Spring för livet   | in                            |                |              |              |  |  |                |                |
|  | Loreen - My heart is refusing me            | Sara Varga - Spring för livet   | in                            | out            |              |              |  |  |                |                |
|  | Loreen - My heart is refusing me            |                                 |                               | out            |              |              |  |  |                |                |
|  | Sara Varga - Spring för livet               | in                              |                               |                |              |              |  |  |                |                |
|  | Sara Varga - Spring för livet               | in                              | Sara Varga - Spring för livet | gekwalificeerd |              |              |  |  |                |                |
|  |                                             |                                 | Sara Varga - Spring för livet | gekwalificeerd |              |              |  |  |                |                |
|  |                                             | The Moniker - Oh my God!        | gekwalificeerd                |                |              |              |  |  |                |                |
|  | The Moniker - Oh my God!                    | The Moniker - Oh my God!        | gekwalificeerd                | in             |              |              |  |  |                |                |
|  | The Moniker - Oh my God!                    |                                 |                               | in             |              |              |  |  |                |                |
|  | Linda Pritchard - Alive                     | out                             |                               |                |              |              |  |  |                |                |
|  | Linda Pritchard - Alive                     | out                             | The Moniker - Oh my God!      | in             |              |              |  |  |                |                |
|  |                                             |                                 | The Moniker - Oh my God!      | in             |              |              |  |  |                |                |
|  |                                             | Pernilla Andersson - Desperados | out                           |                |              |              |  |  |                |                |
|  | Shirley's Angels - I thought it was forever | Pernilla Andersson - Desperados | out                           | out            |              |              |  |  |                |                |
|  | Shirley's Angels - I thought it was forever |                                 |                               | out            |              |              |  |  |                |                |
|  | Pernilla Andersson - Desperados             | in                              |                               |                |              |              |  |  |                |                |
|  | Pernilla Andersson - Desperados             | in                              |                               |                |              |              |  |  |                |                |

### Finale
12 maart 2011
| Plaats | Artiest         | Lied                | Jury | Publiek | Totaal |
| ------ | --------------- | ------------------- | ---- | ------- | ------ |
| 1      | Eric Saade      | Popular             | 81   | 112     | 193    |
| 2      | Danny Saucedo   | In the club         | 79   | 70      | 149    |
| 3      | The Moniker     | Oh my God!          | 55   | 69      | 124    |
| 4      | Sanna Nielsen   | I'm in love         | 75   | 39      | 114    |
| 5      | Swingfly        | Me and my drum      | 44   | 49      | 93     |
| 6      | The Playtones   | The king            | 46   | 33      | 79     |
| 7      | Linda Bengtzing | E de fel på mig     | 42   | 16      | 58     |
| 8      | Nicke Borg      | Leaving home        | 20   | 37      | 57     |
| 9      | Sara Varga      | Spring för livet    | 23   | 27      | 50     |
| 10     | Brolle          | 7 days and 7 nights | 8    | 21      | 29     |

## In Düsseldorf
In Düsseldorf trad Zweden aan in de tweede halve finale, op 12 mei. Zweden was als achtste van negentien landen aan de beurt, na Moldavië en voor Cyprus. Bij het openen van de enveloppen bleek dat Eric Saade zich had weten te plaatsen voor de finale. Na afloop van het festival bleek zelfs dat Zweden de tweede halve finale had gewonnen met 155 punten, twintig meer dan Denemarken, dat tweede werd. In de finale trad Zweden als zevende van 25 landen aan, na Ierland en voor Estland. Na een spannende strijd met Azerbeidzjan en Italië moest Zweden uiteindelijk tevreden zijn met het brons. Eric Saade haalde 185 punten. Het was de beste Zweedse prestatie op het Eurovisiesongfestival sinds de overwinning in 1999.